# 스크류어택
스크류어택(skrew attack)은 1998년 대한민국의 서울특별시에서 결성된 3인조 펑크밴드다. 2005년말 보컬리스트 고연경이 합류하면서 재정비를 한후 몇 가지의 포지션 변동 후 현재 밴드의 색깔로 자리잡혔다. 2006년에 밴드통산 두 번째스플릿 EP앨범을 내며 본격적인 라인업으로 시동을 걸었고, 2008년말 10여년의 여정의 첫 번째 풀렝스 정규앨범을 발매했다. 현재 구성원은 고연경(건반)(보컬), 황정익(기타)(코러스), 한솔(베이스)(코러스), 이응균(드럼)으로 구성되었다.

## 개요
- 1998년 18크럭 출신의 베이스, 황정익과 조천호, 박태식을 중심으로 결성
- 2000년 코믹스 레이블의 정치풍자 컴필레이션앨범 [V/A] 개판오분전 참여 심의에 걸려 무산
- 2001년 자신들의 레이블 Beach 'n' Bitch 설립후 프로펠러21과 첫 번째 스플릿 ep 발매
- 2003년 스컹크 레이블의 We Are The Punx 컴필앨범 발매 및뮤직비디오 촬영
- 2004년 배다른형제 레이블의 Save Your Mind 컴필앨범 발매
- 2006년 신가야 레이블의 벤젠과의 스플릿 앨범 발매
- 2007년 첫 번째 풀렝스 녹음
- 2008년 12월 앨범 발매

## 역사
1998년 같이 스케잇보드를 타면서 만난 멤버 기타/코러스 조천호,드럼 박태식, 베이스/보컬 황정익으로 구성된 3인조구성으로 서울에서 결성. 밴드초기 Lagwagon, Bad Relligion,No Use For A Name, Face To Face, Satanic Surfers, Strung Out,NOFX같은 Sk8rock밴드들을 표방하며 여러 인디록밴드,펑크밴드들을 모티브로삼고 활동중,2000년 퍼포먼스 쇼크록밴드 이발쇼포르노씨의 레이블 코믹스레코드에서 Belly Button이라는 노래를 레코딩했으나 심의에걸려 무기한 연기됨.
99년말 박태식 탈퇴후 "들뜬마음가라앉히고"(현 popstore)의 드러머 전민확 과 2000년초 기타 이광재(ex - 쇠파이프, 현 Hollow Jan)를영입 4인조 라인업으로 교체 서울,대구 등 여러지방 투어하며 수많은 라이브를 라이브를 가짐. 그리고
2001년 3월 비슷한 류의 펑크밴드 Propeller 21과 그들의 첫 싱글 이자 6곡짜리 스플릿 앨범 Skrew Attack/Propeller21 - In store를 자신의 레이블 Beach And Bitch Records에서 발매. 그후로 조천호 전민확 군대에 끌려감. 드러머 조상현[ex)Propeller21현,RUX]을 영입 2001년말 이광재 탈퇴.2002년초 이광재 재영입(2002년중순 이광재는 결국 탈퇴)
스카펑크밴드 Beach Valley의 기타 명권의 세션으로 곡작업과 라이브를 재개 Skunk label의 컴필래이션 시리즈 We Are The Punx(2003)에 "Drama"라는 곡으로참여 2003년 5월 조천호의 군제대 스크류어택 다시 합류. 보더들의 헌정 음반 Save Your Mind(2003)에 "Letter That From Past, Sk8 song" 참여. 2003년말 조상현 탈퇴,명권 비치벨리로 돌아감. 잠정적으로 밴드해체선언 , 2004년 3월 기타 이현희 영입 [ex)Stunning Down 현,RUX] Beach Valley의 드러머 류해원 세션영입. 밴드재결성 활동 , 이현희. 조천호 2004년 말 탈퇴.
Beach Valley의 보컬겸트럼본 창민을 보컬로 영입. 창민의 같은학교후배 기타 이영훈 영입. 드러머 강태근[ex)Counter Reset] 영입. 기타 이성동 [ex)Two Town.버져비터] 영입. 창민 탈퇴, 보컬 오디션중 만난 여성보컬 정지하 영입. 그러나 구색에안맞아 팀에오래있지못함, 노브레인 이성우의 소개로 만난 여성보컬 고연경 영입. 2005년말 이성동 강태근 탈퇴 벤젠의 보컬겸기타 이승윤의 소개로만난 안병욱 영입. 그러나 밴드 에 적응하지못한 병욱을 내보냄.
비치벨리와 레이지본등을 거쳐, 현재 카피머신에 재적중인 드러머 류해원의 세션으로 2006년 5월 Benzene의 자체레이블 Singuaya Records에서 벤젠의 이승윤의 감독하에 "Skrew Attack / Benzene Split Ep 발매" 황정익의 어렸을적 오랜친구인 박길연의 동생 베이스 박건률을 영입. 건률의 소개 로 만난 드러머 안승훈 영입. 황정익 기타로 포지션전환,
베이스 건률 학교생활에 대한 이유로탈퇴. 기타 이영훈 베이스로 포지션전환, 2006년 9월 드러머 안승훈 개인사정에 의해서 탈퇴. 2006년 12월 가수 이승철방송세션등 드럼강사활동을하던 드러머 이용훈 영입 다시 활동재개. 2007년 5월 밴드에 적응을 잘 못하는 이유로 이용훈 내보냄. 2007년 5월 전GUMX 출신의 드러머 이응균 영입. 2008년 4월 멤버들의 불화로 베이시스트 이영훈을 내보냄. 2009년 1월 에어백의 베이시스트였던 한솔군을 영입.

## 구성원
- 고연경(RAT) - 보컬, 신시사이저
- 황정익(Toby) - 기타, 프로그래밍, 코러스
- 한솔(Sol) - 베이스, 코러스

### 전 구성원
- 이응균(Eung.Lee) - 드럼 ( ~2011년)
- 장창민 - 보컬, 트럼본 (2005년)
- 정지하 - 보컬 (2005년~2006년)
- 박건률 - 베이스 (2006년)
- 이영훈 - 기타, 베이스, 코러스 (2005년~2007년)
- 박태식 - 드럼 (1998년~1999년)
- 전민확 - 드럼 (1999년~2001년)
- 조상현 - 드럼 (2001년~2004년)
- 류해원 - 드럼 (2006년 세션)
- 강태근 - 드럼 (2005년~2006년)
- 이용훈 - 드럼 (2006년)
- 안승훈 - 드럼 (2006년~2007년)
- 이광재 - 기타, 코러스 (1999년~2002년)
- 조천호 - 기타, 코러스 (1998년~2004년)
- 이현희 - 기타, 코러스 (2003년~2004년)
- 이성동 - 기타, 코러스 (2005년~2006년)
- 이광수 - 기타 (2007년 세션)

## 음반 목록

### 스튜디오 앨범
| 연도 | 음반                                                                            |
| ---- | ------------------------------------------------------------------------------- |
| 2008 | Not Enough Translation - Release: Descember 23, 2008 - Formats: CD, 디지털 음원 |

### EP
| Year | Album                                                                                   | Tracklisting                                                 |
| ---- | --------------------------------------------------------------------------------------- | ------------------------------------------------------------ |
| 2001 | Skrewattack Propeller21 Split - In store - Released: —, 2001 - Formats: CD, 디지털 음원 | 1. My Dad 2. Something Really Hard To Select 3. Innocent Man |
| 2006 | Skrewattack Benzene Split - Released: —, 2006 - Formats: CD, 디지털 음원                | 1. Don't Know What You Mean 2. Take It Away 3. Not Yet       |

### V/A
| Year | Album                                                          | Tracklisting                          |
| ---- | -------------------------------------------------------------- | ------------------------------------- |
| 2000 | 개판오분전 - Released: —, 2000 - Formats: CD, Tape             | Belly Button                          |
| 2003 | We Are The Punx - Released: —, 2003 - Formats: CD, 디지털 음원 | Drama                                 |
| 2004 | Save Your Mind - Released: —, 2004 - Formats: CD, 디지털 음원  | 1.Sk8 Song 2.The Letter From The Past |